# Mar de Llevant
El mar de Llevant és un mar epicontinental de la Mediterrània, situat en la seva part oriental, on banya el litoral d'Egipte, Líban, Xipre, Israel, Síria i Turquia. A vegades és anomenat Conca Llevantina o Mar Llevantina.

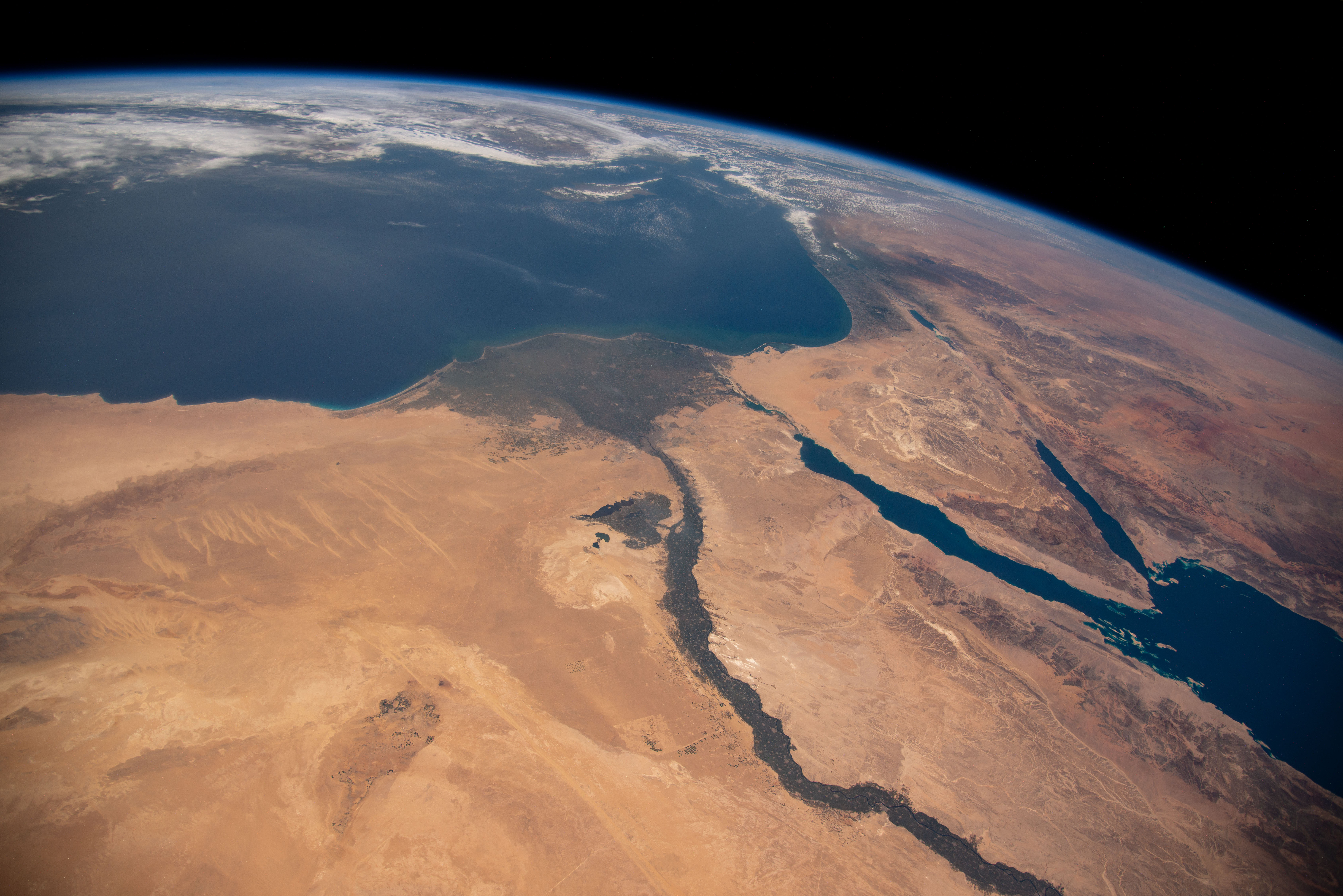
El Nil és el riu més important que desemboca al mar de Llevant.

Fa frontera amb el nord i l'est de l'Orient Mitjà per la costa asiàtica, a l'oest i nord-oest amb les illes de l'Arc Egeu i al sud amb el litoral africà. La major illa del Mar llevantí és Xipre i la major profunditat és de 4.384 m, trobada a la fossa de Plini –a uns 80 km al sud de Creta– i la seva superfície s'estén per una àrea de 320.000 km². Al nord hi ha dues grans badies, el Golf d'Alexandreta (al nord-est) i la badia d'Antalya en la part més septentrional. La part nord de la Mar de Llevant, entre Xipre i Turquia, és anomenada Mar Cílice.
La mar de Llevant va posseir gran potencial per a l'explotació de gas natural, principalment en les costes d'Egipte i Israel. Al litoral israelià se situen les reserves de Tamar i Leviatan, que poden donar al país per assolir la independència energètica. Per sí sola, la reserva de Leviatan —segons estimacions de 2017— acumula gas com per atendre les necessitats domèstiques d'Israel durant 40 anys. Per la seva part, el gas extret del camp de Tamar el 2018 va cobrir el 60% de la producció d'electricitat del país d'aquell any.